# Социален проблем
Социален проблем е общ термин, с който се обозначава трудност или несправедливост, засягаща значителен брой хора в определено общество. Обикновено тези проблеми включват много форми на девиантно поведение, като примери за такива са престъпността, проституцията, бедността, психичните заболявания, етническото напрежение, домашното насилие, наркоманията, самоубийството и други.